# فاروق صبحي الكيلاني
فاروق صبحي الكيلاني (21 أبريل 1934- 25 فبراير 2021) هو محامٍ وكاتب أردني ولد في عمان حاصل على الإجازة الجامعية من كلية الحقوق بجامعة القاهرة لسنة 1958. شغل منصب رئيس المجلس القضائي.

## الوظائف
1. مدعي عام عسكري للواء نابلس لعام 1958
2. قاضي صلح الزرقاء لعام 1962
3. قاضي صلح عمان لعام 1965
4. عضو بداية عمان لعام 1966
5. رئيس محكمة بداية عمان للاعوام 1972- 1984
6. محام من عام 1985 حتى 16\8\1997
7. محاضر في كلية الحقوق بالجامعة العربية
8. رئيس محكمة العدل العليا عام 16\8\1997
9. رئيس محكمة التمييز ورئيس المجلس القضائي الأعلى 18\11\1997- 25\2\1998
10. محامي حالياً ومدير مكتب محاماة تضم مجموعة من المحامين خريجي الجامعات الإنجليزية والأمريكية.

## الإنتاج الفكري
1. المحاكم الخاصة في الأردن 1966
2. شريعة العشائر في الوطن العربي 1972 وقد تمت مصادرته ومنعه من دائرة المطبوعات
3. المحاكم الخاصة درسة مقارنة 1975
4. استقلال القضاء الطبعة الأولى 1976- الطبعة الثانية 2000
5. محاضرات في قانون اصول المحاكمات الجزائية، جزءان- ثلاث طبعات 1984، 1992، 1995.
6. شرعية الاستفتاء الشعبي 1992
7. جرائم الأموال لسنة 2004
8. آراء في القانون، تحت الطبع
9. جرائم الفساد- دار الرسالة 2001
10. الحريات العامة- تحت الطبع
11. مجموعة من الدراسات والأبحاث التي نشرت في الصحف وهي:
  1. الوظيفة وعضوية المجلس الوطني الاستشاري – الرأي 16\5\1978
  2. اولوية تنظيم القضاء- جريدة الشعب بتاريخ 10\12\1994
  3. حرية الصحافة- جريدة الشعب بتاريخ 26\5\1990
  4. حرية الرأي والتعبير- أخبار الاسبوع بتاريخ 15\10\1992
  5. تعليقات على مناقشات أعضاء مجلس الأعيان حول قانون الانتخاب- أخبار الاسبوع بتاريخ 15\7\1993
  6. المسؤولية الوزراية امام مجلس النواب/ ايار الاسبوع بتاريخ 23\6\1993
  7. الدروس والعبر من احداث الجنوب تاريخ 9/9\1996
  8. الديمقراطية المجني عليها- أخبارالاسبوع تاريخ 1\9\1993
  9. الانتخابات- أخبار الاسبوع بتاريخ 10\6\1993 و 1\7\1996 و 30\10\1996
  10. جرائم الفساد - جريدة أخبار الاسبوع
  11. الجرائم الاقتصادية- جريدة الرأي 16\8\1984
  12. الجرائم الاقتصادية- جريدة الرأي 2\9\1984
  13. عدم دستورية نظام الرسوم- جريدة الأسواق 10\12\1994
  14. دراسة قانونية لقانون المطبوعات- جريدة الأسواق بتاريخ 3\12 \1999
  15. دراسة حول تعديل قانون الاصول المدنية- جريدة العرب اليوم
  16. دراسة حول تعديل قانون اصول المحاكمات الجزائية- جريدة العرب اليوم
  17. وقفة أخرى مع القضاء- جريدة العرب اليوم بتاريخ 28\7\1999 و 29\7 \1999
  18. هل يجوز توجيه النقد للقضاء- جريدة العرب اليوم 6\7\1999
  19. حول نظر الدعاوي تدقيقاً- جريدة العرب اليوم

## الأبحاث المقدمة إلى مؤتمرات دولية
1. الفساد في القضاء: بحث قدم إلى مؤتمر مكافحة الفساد الدولي الذي انعقد في جنوب أفريقيا عام 1999
2. الفساد وتحديات القرن الواحد والعشرين: بحث قدم إلى مؤتمر الشفافية الذي عقد في عمان عام 2000
3. استقلال القضاء: بحث قدم إلى مؤتمر استقلال القضاء في الدول العربية الذي عقد في بيروت عام 1999
4. التشريعات القضائية: بحث قدم إلى مؤتمر الشفافية الذي عقد عام 2002
5. إصلاح القضاء: بحث قدم في مؤتمر الشفافية الذي عقد في عمان عام 2003
6. حياد القضاء: بحث قدم في مؤتمر القضاء الذي انعقد في المغرب عام 2000

## الدراسات المقدمة إلى معاهد علمية
1. القاضي الطبيعي: مجموعة محاضرات القيت في معهد الدروس القضائية في جمهورية مصر على قضاة جمهورية مصر.
2. المحاكم الدستورية: دراسة مقدمة إلى المؤتمر الدستوري الذي انعقد في مالطا سنة 1998.

## المحاضرات
1. استقلال القضاء: محاضرة القيت في المعهد الدبلوماسي في 19 ايلول 1997
2. القضاء الأردني: محاضرة في المنتدى العربي القيت في نيسان 1998
3. جرائم الأموال: مجموعة محاضرات القيت على طلبة كلية الحقوق في الجامعة الأردنية عام 1998
4. حقوق اللاجئين: محاضرة ألقيت في الجامعة الأمريكية بالقاهرة عام 2000
5. الاستجواب في قانون اصول المحاكمات الجزائية: مجموعة محاضرات ألقيت على قضاة المحاكم في دولة دبي
6. أحكام القضاء واللغة العربية: محاضرة ألقيت في مجمع اللغة العربية الأردني عام 2002
7. المحكمة الجنائية الدولية: محاضرة القيت في ندوة المحكمة الجنائية الدولية التي عقدت في عمان عام 2001
8. تطبيقات قضائية: مجموعة محاضرات ألقيت على طلبة كلية الحقوق في الجامعة الأردنية عام 2004